# Poluição por mercúrio
A poluição por mercúrio compreende a emissão de mercúrio por atividades humanas e sua acumulação no meio ambiente. O mercúrio apresenta a maior toxicidade entre os metais contaminantes, sendo também o único capaz de bioacumulação na maioria das cadeias alimentares, e o único com potêncial letal em humanos expostos à contaminação ambiental. O vapor de mercúrio, por sua vez, é capaz de transmitir-se na atmosfera, em razão de sua estabilidade química na forma volátil, podendo afetar regiões remotas a partir de um foco de emissão. A contaminação de ambientes aquáticos, por outro lado, ocorre pela possibilidade de metilação por bactérias, entre outras interações químicas e biológicas que são capazes de manter altas concentrações da substância. Por ser lipossolúvel, o metilmercúrio torna-se mais assimilável por diversos organismos, transmitindo-se amplamente pela cadeia alimentar.
A utilização do mercúrio no processo de extração do ouro, especialmente no garimpo, representa uma das principais modalidades de poluição por mercúrio. No Brasil, o garimpo tem sido o motor da contaminação aquática e atmosférica, especialmente na Amazônia.

## Causas

### Cosméticos
Certos cosméticos, principalmente produtos para clarear a pele, mas também maquiagens em geral, contém quantidades variáveis de mercúrio. Alguns países possuem leis proibindo ou regulando o uso do elemento pela indústria cosmética, outros, porém, carecem de legislação efetiva nesse âmbito, tornando esses produtos amplamente disponíveis em comércios eletrônicos.

### Amálgama dentária
A amálgama dentária, utilizada para preencher cavidades dentárias, tem como ingrediente o mercúrio, representando um risco mínimo à saúde do paciente, embora seja também um vetor da acumulação da substância no meio ambiente. Nesse sentido, a Convenção de Minamata pautou seu uso na odontologia, propondo medidas para a substituição gradual das amálgamas com mercúrio, enfatizando alternativas e práticas de gestão de resíduo.

## Meios

### Presença de mercúrio em peixes
A presença de mercúrio em peixes é um problema de saúde para as pessoas que as consomen, especialmente para mulheres que estão ou podem engravidar, mães que amamentam e crianças pequenas. Peixes e mariscos concentram mercúrio em seus corpos, muitas vezes na forma de metilmercúrio, um composto organomercúrio altamente tóxico. O elemento é conhecido por bioacumular em humanos, então a bioacumulação em frutos do mar é transferida para as populações humanas, onde pode resultar em envenenamento por mercúrio. O mercúrio é perigoso tanto para os ecossistemas naturais como para os seres humanos porque é um metal conhecido por ser altamente tóxico, especialmente devido à sua capacidade de danificar o sistema nervoso central.
Em ecossistemas de peixes controlados pelo homem, geralmente feitos para a produção comercial de espécies de frutos do mar desejadas, o mercúrio aumenta claramente na cadeia alimentar por meio de peixes que consomem pequenos plânctons, bem como por fontes não alimentares, como sedimentos subaquáticos.

## Efeitos

### Em humanos
A contaminação por mercúrio é um tipo de intoxicação de humanos e animais, causada pela exposição à forma metálica e gasosa desse elemento químico, seja por meio direto ou indireto. O uso deste elemento em atividades humanas, de forma pouco cautelosa e em grandes concentrações, é considerado um impacto ambiental que resulta em danos ao ambiente e à saúde de organismos vivos.
Os sintomas da contaminação por mercúrio dependem do tipo, dose, método e duração da exposição, causando danos ao sistema nervoso, neurológico e respiratório. Tais sintomas podem incluir diarréia, fraqueza muscular, dificuldade de coordenação motora, dormência nas mãos e pés, erupções da pele, ansiedade, problemas de memória, problemas na fala, problemas de audição ou dificuldade para enxergar.
O alto nível de exposição ao metilmercúrio é conhecido como doença de Minamata.

## Incidentes

### Desastre de Minamata
Doença de Minamata é uma doença neurológica causada pela intoxicação por mercúrio severa. Sinais e sintomas incluem ataxia, hipoestesia nas mãos e pés, fraqueza muscular geral, perda de visão periférica, danos à audição e fala. Em casos extremos, insanidade, paralisia, coma, e morte, ocorrem em semanas a partir do início dos sintomas. Uma forma congênita da doença afeta fetos no útero, causando microcefalia, dano cerebral extensivo, e sintomas similares à paralisia cerebral.
A doença de Minamata foi descoberta pela primeira vez em Minamata, Kumamoto, Japão, em 1956. Causada pela contaminação por metil mercúrio através da água residual liberada da indústria química Chisso, que durou de 1932 à 1968. Também foi sugerido que parte do sulfato de mercurio(II) nas águas residuais foi também metabolizado para metil mercúrio pela bactéria no sedimento. Essa bioacumulação e magnificação trófica altamente tóxica em frutos do mar e peixes na baia de Minamata e no mar de Yatsushiro, provocou a intoxicação da população local através do consumo de alimentos da pesca. A intoxicação e morte resultante de humanos e animais continuou durante 36 anos, enquanto a corporação Chisso e o governo de Kumamoto esforçaram-se pouco para prevenir a contaminação. Os efeitos em animais foram severos o suficiente em gatos para provocar o que foi chamado de "febre dos gatos dançantes".
Até março de 2021, 2,265 vitimas foram oficialmente reconhecidas como possuindo a doença de Minamata, e mais de 10,000 receberam compensações financeiras da Chisso. Em 2004, a Chisso havia pago mais de $86 milhões em compensações, e no mesmo ano foi ordenada a limpar a contaminação. Em 29 de março de 2010, foi feito um acordo para compensar vitimas até então não certificadas.